# Rock Ur Body (노래)
《Rock Ur Body》은 빅스의 두 번째 싱글 음반의 타이틀 곡이다. 2012년 8월 14일에 발표하였다.